# 高雄市立前峰國民中學
高雄市立前峰國民中學（英語：Kaohsiung Municipal Cianfong Junior High School），位於台灣高雄市岡山區一所中學，前身為成立於1965年8月的高雄縣立岡山初中岡山分部，1968年改設為高雄縣立前峰國民中學，2010年隨高雄縣市合併改為現名。

## 歷史
1968年設立國民中學後，由於學區內學生人數的增加，曾於1971年設立永安分校（1979年獨立為高雄縣立永安國民中學），1995年設立嘉興分校（1996年獨立為高雄縣立嘉興國民中學）。但也因為學區分散後，加上學校位置不佳，導致前峰國中的學生外流，學生總人數一度減少至約200人，因此在2003年決定遷移校區 ，並於2007年新校舍完成後遷移置現址，開始吸引大批家長將子女遷至學區就讀，但因校舍尚未全部完工，也因此在2008年造成新生人數超過名額，引起糾紛。 目前全校學生人數已超過1,600人。 
　

## 歷任校長
- 第一任校長 曾元及
- 第二任校長 陳公權
- 第三任校長 吳國棟
- 第四任校長 何宋錦
- 第五任校長 徐文友
- 第六任校長 鄭凱元
- 第七任校長 李麗華
- 第九任校長 楊雄寶
- 第十任校長 林月盛
- 第十一任校長 林啟文
- 現任校長 楊雅心

## 校舍
其新校舍於2004年由劉木賢建築師事務所設計, 被列入台灣綠建築發展協會綠建築案例。